# Ramularia galegae
Ramularia galegae är en svampart som beskrevs av Sacc. 1882. Ramularia galegae ingår i släktet Ramularia och familjen Mycosphaerellaceae.   Inga underarter finns listade i Catalogue of Life.